# کوه‌های طلایی التای
کوه‌های طلایی التای (به لاتین: Golden Mountains of Altai) یک منطقهٔ مسکونی در روسیه است که در جمهوری آلتای واقع شده‌است.